# کرون هایتس (نیویورک)
کرون هایتس (به انگلیسی: Crown Heights) یک منطقهٔ مسکونی در ایالات متحده آمریکا است که در شهرستان داچس، نیویورک واقع شده‌است. کرون هایتس ۲٫۲ کیلومتر مربع مساحت و ۲٬۸۴۰ نفر جمعیت دارد و ۴۷٫۲۴ متر بالاتر از سطح دریا واقع شده‌است.